# Narciso López de Urriola
Narcís López de Urriola (Caracas (Veneçuela), 2 de novembre, 1797 - L'Havana (Cuba), 1 de setembre, 1851) va ser un militar espanyol nascut a Veneçuela creador de la bandera i de l'escut de Cuba. A partir d'una idea de Narcís López, juntament amb altres exiliats cubans a Nova York com el poeta Miguel Teurbe Tolón, José Aniceto Iznaga Borrell, el seu nebot José María Sánchez Iznaga, Cirilo Villaverde i Juan Manuel Macías, van confeccionar el 1849 la bandera de Cuba, que és avui la bandera i pavelló oficial: 2 franges blanques, tres blaves, un triangle vermell i una estrella solitària. Sobre ella van jurar lluitar i oferir la vida per fer de Cuba una república independent de l'imperi espanyol. López va ser líder de fins a cinc intents per alliberar Cuba fins que fou executat per les autoritats colonials a l'Havana per alta traïció mitjançant garrot vil l'1 de setembre de 1851.
Alguns historiadors, com Hugh Thomas, argumenten que Narcís López es va convertir en un promotor de l'annexió de Cuba als Estats del sud esclavista dels Estats Units. Com a corrent polític, aquest annexionisme de Narciso López va ser animat pels interessos expansionistes dels EUA En fracassar en l'intent els estats del sud van optar pel secessionisme del nord industrialitzat la qual cosa va desembocar a la guerra civil americana.

## Biografia
Orfe de pare i acollit pel general Morales, va seguir la bandera espanyola des de molt jove, distingint-se pel seu valor i per la destresa en el maneig de la llança. Va passar a Espanya en acabar la lluita a Amèrica i va anar pujant pels diversos graus de la milícia. El 1836, després de sortir victoriós de diverses trobades amb els carlins, va ser elevat a brigadier, i encara que immediatament va patir una gran derrota, va continuar amb els seus ascensos, sent nomenat el 1839 mariscal de camp i governador de València.
A l'any següent, havent-se distingit per la seva adhesió al partit progressiu i per mèrits contrets envers aquest, se'l va nomenar general. El 1843, en fer-se càrrec del govern el general O'Donnell, va anul·lar els comandaments i càrrecs que li havien conferit el general Valdés a López, i així va quedar aquest de simple soldat a Cuba, on estava de guarnició i on acabava de ser governador de Trinitat. Es va dedicar a empreses industrials i va tenir grans fallides; es va fer per aquell temps veí de Cuba i va casar amb una cubana.
El 1848 va començar a comunicar-se amb els insurgents que pretenien sacsejar la dominació espanyola, i descoberts els seus plans, va haver d'escapar a Nova York. Al maig de 1850, després d'haver fracassat en una temptativa anterior, va desembarcar a Cárdenas amb 610 homes i va prendre la ciutat, que va defensar heroicament amb només 17 homes el coronel Florencio Ceruti: només va romandre un dia en ella, ja que no havent-se unit als seus homes el poble i tement a les tropes enviades per Roncali, es va reembarcar precipitadament i es va refugiar a Savanah, on les autoritats van confiscar el vaixell.
L'any següent va repetir una altra expedició que va ser molt més funesta que l'anterior, ja que havent-se internat força i no responent el país a la seva crida, va patir seriosos daltabaixos fins a ser destituït del càrrec i quedar abandonat amb només 17 homes, en la qual situació va ser pres a Candelaria i entregat al governador de Madrid, d'on, conduït a l'Havana, se'l va executar en garrot vil.
Les últimes paraules de López van ser La meva mort no canviarà el destí de Cuba.